# 1,1,1,3-tetraclorononano
El 1,1,1,3-tetraclorononano es un compuesto orgánico de fórmula molecular C9H16Cl4. Es un haloalcano lineal de nueve carbonos con cuatro átomos de cloro: tres de ellos están unidos a un carbono terminal mientras que el otro lo está al carbono 3 de la cadena. Este último carbono es asimétrico, por lo que existen dos enantiómeros de este compuesto.

## Propiedades físicas y químicas
El 1,1,1,3-tetraclorononano tiene una densidad aproximada de 1,192 g/cm³. Hierve a 279 °C mientras que su punto de fusión es 28 °C.
Su punto de inflamabilidad es 112 °C, siendo todos estos valores estimados.
El valor del logaritmo de su coeficiente de reparto, logP = 6,18, indica que es considerablemente más soluble en disolventes apolares —como el 1-octanol— que en disolventes polares como el agua.

## Síntesis
El 1,1,1,3-tetraclorononano se puede sintetizar a partir de 1-octeno empleando tetraclorometano como agente clorante. La reacción es iniciada por peróxidos de diacilo o por luz de la longitud de onda apropiada. El rendimiento así obtenido alcanza el 85%. Sin embargo, al sustituir el tetraclorometano por triclorometano el producto mayoritario de la reacción es 1,1,1-triclorononano.
La cloración con tetraclorometano también puede hacerse en presencia de complejos de cromo y rutenio (Cr(acac)3, Ru(PPh3)3Cl2 o Ru(OH)Cl3,). Durante la reacción, la temperatura se mantiene a 130-170 °C durante 4-6 horas, siendo el rendimiento del 44%.
Otra posibilidad es llevar a cabo esta reacción empleando como catalizadores aminoalcoholes aromáticos —rendimiento del 37%— o policobreorganosiloxanos (PCOSs).

## Usos
El 1,1,1,3-tetraclorononano se reduce a 1,1,3-triclorononano cuando se trata con sistemas que contienen pentacarbonilo de hierro y hexametilfosforamida (HMPA), N,N-dimetilformamida (DMF), isopropanol, isopentanol, ciclohexanol o trietilsilano. Además se reorganiza a 1,1,3,5-, 1,1,3,6-, 1,1,3,7- y 1,1,3,8-tetraclorononanos por isomerización de los radicales intermedios con migraciones del átomo de hidrógeno 1,5-, 1,6-, 1,7- y 1,8-. Dentro del anterior grupo, HMPA y DMF son los más efectivos en la isomerización.